# T7606/7607、T7608/7605次列车
T7606/7607、T7608/7605次列车是中国铁路运行于直辖市上海至安徽省东至县间的特快列车，2013年3月19日起自上海站开行，由上海铁路局上海客运段负责客运任务，这趟列车是2010年7月1日原上海至池州特快列车缩线后，上海至池州间开行的首趟直达列车。2014年12月10日起，列车延伸至东至站终到、始发，成为东至火车站开通6年以来第一对管内列车，也是第一对始发列车，宁安客运专线通车后，被新开通的5对上海至安庆的高速动车组取代。

## 历史
2012年12月6日，铜陵市市长率队访问上海铁路局，其中一项议题便是恢复铜陵到上海间的直达列车，2013年春运期间，上海铁路局在上海至铜陵间增开K8466/8467 K8468/8465次临时快速旅客列车，引起社会广泛反响，关于春运后保留这趟列车的呼声也较为激烈。
经过芜湖、铜陵和池州三市的争取，芜湖车务段和南京铁路办事处的协调，2013年3月19日起，正式开通上海至池州T7606/7607、T7608/7605次临时特快旅客列车，这趟列车填补了自2010年7月1日以来上海至池州铁路客运的空白。
2014年4月1日，上海铁路局进行运行图微调，T7606/7607、T7608/7605次列车改为图定列车。
2014年12月10日，T7606/7607、T7608/7605次列车经铜九线延伸至东至站终到、始发，成为东至火车站开通6年以来第一对管内列车，也是第一对始发列车。这也是上海铁路局首次在县城所在地中间站开行始发进沪特快列车。
2015年5月5日，第四代“周恩来号”机车（HXD1D-1898）投入运行，初期牵引的旅客列车正是T7605/7606次。
受宁安客运专线开通影响，T7606/7607次由上海自2016年1月8日、T7608/7605次由东至自2016年1月9日起停运。

## 列车编组
T7606/7607、T7608/7605次的载客车厢全部使用25T型软座车（四方-庞巴迪-鲍尔制造），同时编有1节19K型高级软卧车作为宿营车和1节25K型空调发电车。
| 列车车厢编号 | 1-13         | 14                         | 15               |
| 车型         | RZ25T 软座车 | RW19K 高级软卧车（宿营车） | KD25K 空调发电车 |

## 机车交路

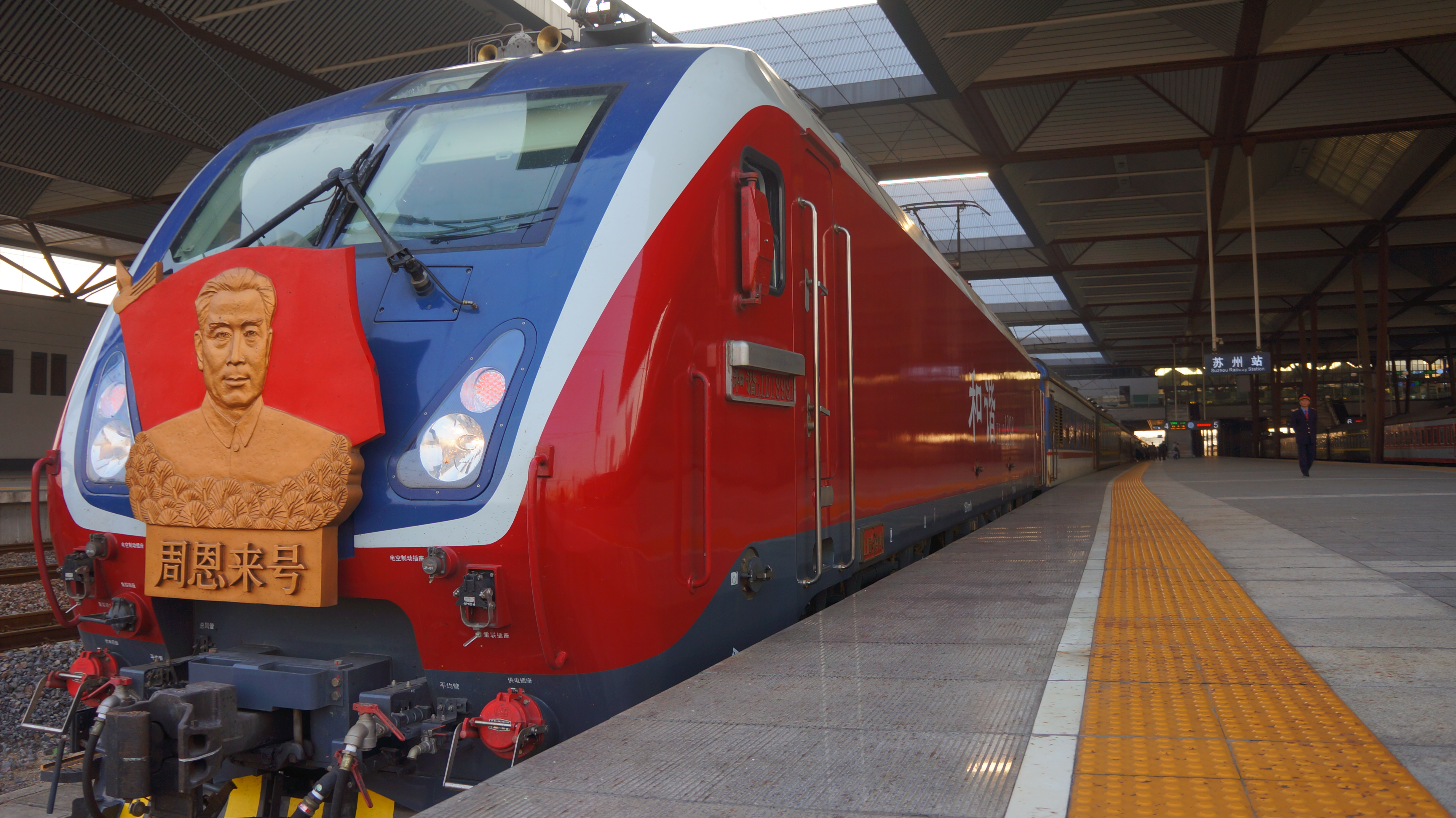
HXD1D-1898“周恩来号”牵引T7605次列车到达苏州站

| 车站区段      | 上海－南京                                      | 南京－东至                  |
| 本务机车 配属 | 和谐1D型电力机车 HXD1D-1898 “周恩来号” 上局沪段 | 东风11型内燃机车 上局宁东段 |

## 戏称
原上海～池州T7776/7777 T7778/7775次特快列车由于在沪宁线需要待避多辆动车组列车，因此造成停车时间长、运行时间久，在2010年池州至上海段一度需要运行9小时26分，平均时速仅有59千米/小时，成为中国铁路平均时速最低的特快列车，因此被铁路爱好者戏称为“沪池特慢”。
T7606/7607 T7608/7605次特快列车开通时，动车组列车已经改经沪宁城际铁路，因此此车无需在沪宁线上待避动车组列车，池州到上海段也仅需要7小时13分，但由于宁铜铁路标准较低，列车的平均时速仍然不到80千米/小时，与同线公路客运相比依旧没有速度优势，再加之此车与T7776/7777 T7778/7775次列车有千丝万缕的联系，因此铁路爱好者将“沪池特慢”这一戏称又延续到了此车上，在列车延伸至东至站之后，又有了新的戏称“沪东特慢”，但仍有不少铁路爱好者习惯性地沿用“沪池特慢”这一戏称。

## 时刻表
- 数据截止日期：2016年1月8日。

| T7606/7607次 | T7606/7607次 | T7606/7607次 | T7606/7607次 | 停靠站 | T7608/7605次 | T7608/7605次 | T7608/7605次 | T7608/7605次 |
| 里程         | 天数         | 到点         | 开点         | 停靠站 | 到点         | 开点         | 天数         | 里程         |
| ------------ | ------------ | ------------ | ------------ | ------ | ------------ | ------------ | ------------ | ------------ |
| 0            | 当日         | --           | 23:30        | 上海   | 16:38        | --           | 当日         | 633          |
| 84           | 第二天       | 0:20         | 0:25         | 苏州   | 15:39        | 15:42        | 当日         | 549          |
| 126          | 第二天       | 0:52         | 0:56         | 无锡   | 15:10        | 15:14        | 当日         | 507          |
| 165          | 第二天       | 1:23         | 1:27         | 常州   | 14:44        | 14:47        | 当日         | 468          |
| 237          | 第二天       | 2:10         | 2:13         | 镇江   | 14:02        | 14:05        | 当日         | 396          |
| 301          | 第二天       | 2:57         | 3:10         | 南京   | 13:14        | 13:26        | 当日         | 332          |
| 379          | 第二天       | 4:09         | 4:12         | 马鞍山 | 12:13        | 12:16        | 当日         | 254          |
| 426          | 第二天       | 4:49         | 4:55         | 芜湖   | 11:25        | 11:31        | 当日         | 207          |
| 504          | 第二天       | 6:16         | 6:19         | 铜陵   | 10:01        | 10:04        | 当日         | 129          |
| 561          | 第二天       | 6:57         | 7:02         | 池州   | 9:20         | 9:25         | 当日         | 72           |
| 633          | 第二天       | 7:44         | --           | 东至   | --           | 8:38         | 当日         | 0            |